# Live... in the Heart of the City
Live...in the Heart of the City es el primer álbum en directo del grupo de hard rock Whitesnake, lanzado por United Artists en 1980.
Editado como doble LP, recoge grabaciones realizadas en el Hammersmith Odeon de Londres, en 1980 (disco uno), y tomas grabadas en el mismo reducto londinense, pero en 1978 (disco 2).
El material contenido en el disco dos había sido editado pocos meses antes, sólo en Japón, como "Live at Hammersmith".

## Lista de canciones
Disco uno
Lado A
1. "Come On" (David Coverdale, Bernie Marsden) - 3:40
2. "Sweet Talker" (Coverdale, Marsden) - 4:17
3. "Walking in the Shadow of the Blues" (Coverdale, Marsden) - 5:01
4. "Love Hunter" (Coverdale, Micky Moody, Marsden) - 10:43

Lado B
1. "Fool for Your Loving" (Coverdale, Moody, Marsden) - 5:00
2. "Ain't Gonna Cry No More" (Coverdale, Moody) - 6:22
3. "Ready an' Willing" (Coverdale, Moody, Neil Murray, Jon Lord, Ian Paice) - 4:50
4. "Take Me with You"  (Coverdale, Moody) - 6:30

Disco dos
Lado A
1. "Come On" (David Coverdale, Bernie Marsden)
2. "Might Just Take Your Life" (Coverdale, Ritchie Blackmore, Lord, Paice) - 5:36
3. "Lie Down" (Coverdale, Moody) – 4:41
4. "Ain't No Love in the Heart of the City" (Michael Price, Dan Walsh) - 6:05

Lado B
1. "Trouble" (Coverdale, Marsden) - 4:52
2. "Mistreated" (Coverdale, Blackmore) - 10:50

## Personal
- David Coverdale - voz
- Bernie Marsden - guitarra
- Micky Moody - guitarra
- Jon Lord - teclados
- Neil Murray - bajo
- Ian Paice - batería (disco 1)
- Dave Dowle - batería (disco 2)